# منتخب كوستاريكا للكريكت
منتخب كوستاريكا للكريكت هو ممثل كوستاريكا الرسمي في المنافسات الدولية في الكريكت
.